# (15954) Divjotbedi
(15954) Divjotbedi est un astéroïde de la ceinture principale de 11,620 km de diamètre découvert en 1998.

## Description
(15954) Divjotbedi a été découvert le 23 janvier 1998 à l'observatoire Magdalena Ridge, situé dans le comté de Socorro, au Nouveau-Mexique (États-Unis), par le projet Lincoln Near-Earth Asteroid Research (LINEAR).

### Caractéristiques orbitales
L'orbite de cet astéroïde est caractérisée par un demi-grand axe de 2,73 UA, un périhélie de 2,65 UA, une excentricité de 0,03 et une inclinaison de 6,43° par rapport à l'écliptique. Du fait de ces caractéristiques, à savoir un demi-grand axe compris entre 2 et 3,2 UA et un périhélie supérieur à 1,666 UA, il est classé, selon la JPL Small-Body Database, comme objet de la ceinture principale.

### Caractéristiques physiques
(15954) Divjotbedi a une magnitude absolue (H) de 13,5 et un albédo estimé à 0,061, ce qui permet de calculer un diamètre de 11,620 km. Ces résultats ont été obtenus grâce aux observations du Wide-field Infrared Survey Explorer (WISE), un télescope spatial américain mis en orbite en 2009 et observant l'ensemble du ciel dans l'infrarouge, et publiés en 2012 dans un article présentant les résultats concernant 13 511 astéroïdes de la ceinture principale.